# Astronautgrupp 17

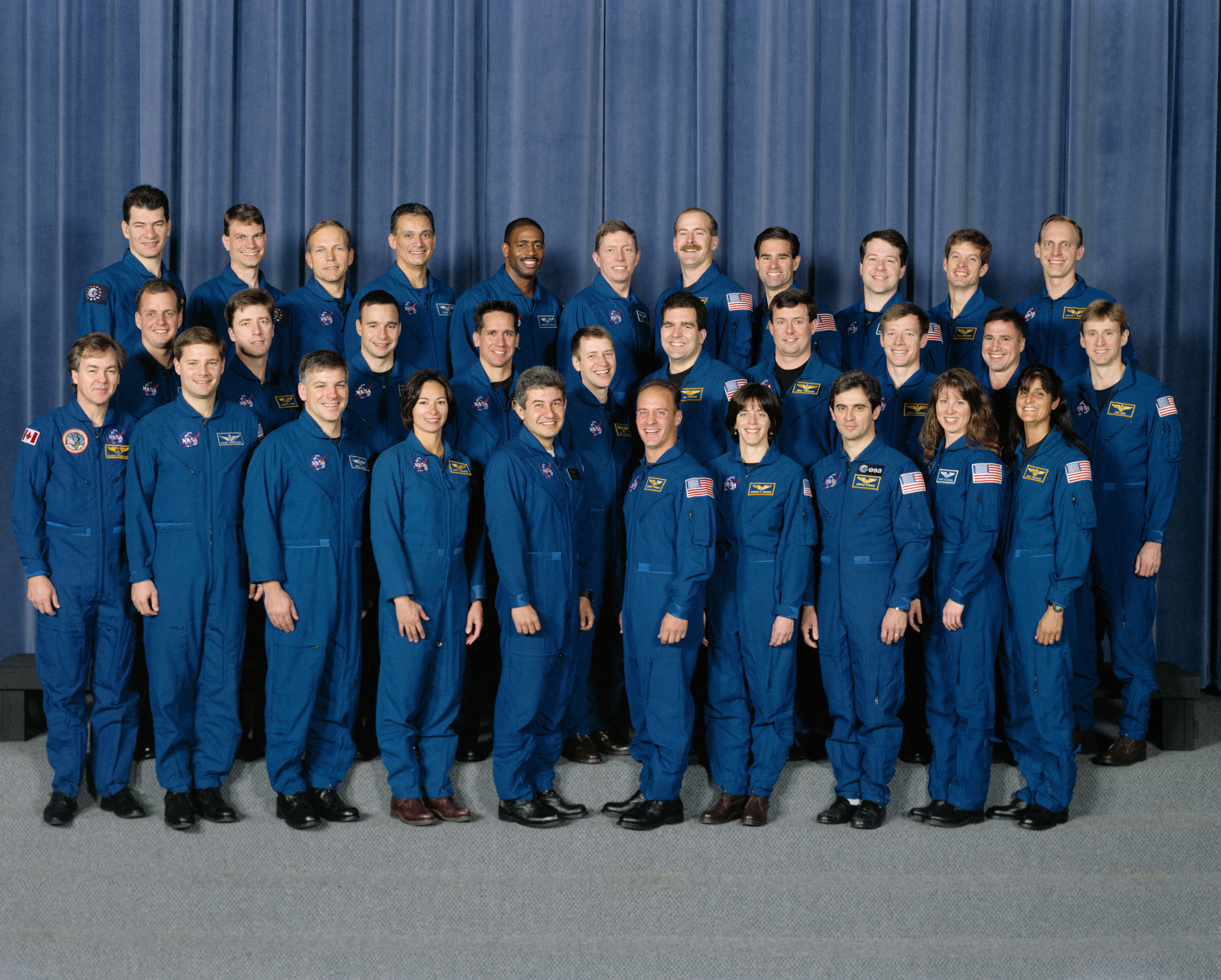
Astronautgrupp 17

Astronautgrupp 17 (The Penguins) blev uttagen av NASA som den 17 gruppen av rymdfarare. Gruppen bestod av 32 rymdfarare som avslutade sin träning den 4 juni 1998.

## Rymdfararna
| Namn                        | Flygning                                          | Notering |
| --------------------------- | ------------------------------------------------- | -------- |
| Clayton Anderson            | STS-117, Expedition 15/16, STS-120, STS-131       |          |
| Lee Archambault             | STS-117, STS-119                                  |          |
| Tracy E. Caldwell           | STS-118, Expedition 23/24                         |          |
| Gregory E. Chamitoff        | STS-124, Expedition 17/18, STS-126, STS-134       |          |
| Timothy J. Creamer          | Expedition 22/23                                  |          |
| Christopher Ferguson        | STS-115, STS-126, STS-135                         |          |
| Michael J. Foreman          | STS-123, STS-129                                  |          |
| Michael E. Fossum           | STS-121, STS-124, Sojuz TMA-02M, Expedition 28/29 |          |
| Kenneth T. Ham              | STS-124, STS-132                                  |          |
| Gregory C. Johnson          | STS-125                                           |          |
| Gregory H. Johnson          | STS-123, STS-134                                  |          |
| Stanley G. Love             | STS-122                                           |          |
| Leland D. Melvin            | STS-122, STS-129                                  |          |
| Barbara R. Morgan           | STS-118                                           |          |
| Paolo A. Nespoli (ESA)      | STS-120, Sojuz TMA-20, Expedition 26/27           |          |
| William A. Oefelein         | STS-116                                           |          |
| John D. Olivas              | STS-117, STS-128                                  |          |
| Nicholas Patrick            | STS-116, STS-130                                  |          |
| Alan G. Poindexter          | STS-122, STS-131                                  |          |
| Garrett E. Reisman          | STS-123, Expedition 16/17, STS-124, STS-132       |          |
| Patricia Hilliard Robertson |                                                   |          |
| Steven Swanson              | STS-117, STS-119                                  |          |
| Hans Schlegel               | STS-55, STS-122                                   |          |
| Douglas H. Wheelock         | STS-120                                           |          |
| Sunita L. Williams          | STS-116, Expedition 14/15, STS-117                |          |
| Neil Woodward               |                                                   |          |
| George D. Zamka             | STS-120, STS-130                                  |          |